# Conus zebra
Conus zebra é uma espécie de gastrópode do gênero Conus, pertencente à família Conidae.